# Bernard Herzbrun
Bernard Herzbrun est un directeur artistique américain. Il a travaillé sur plus de 250 films entre 1930 et 1955 et a notamment été proposé aux Academy Awards pour le film La Folle Parade.

## Filmographie partielle
- 1932 : Le Démon du sous-marin (Devil and the Deep) de Marion Gering
- 1937 : Le Démon sur la ville (Maid of Salem) de Frank Lloyd
- 1937 : J'ai deux maris (Second honeymoon) de Walter Lang
- 1937 : Angel's Holiday de James Tinling
- 1937 : Charlie Chan at Monte Carlo d'Eugene Forde
- 1938 : Change of Heart de James Tinling
- 1938 : Monsieur tout-le-monde (Thanks for Everything) de William A. Seiter
- 1938 : Monsieur Moto sur le ring (Mr. Moto's Gamble) de James Tinling
- 1938 : La Folle Parade (Alexander's Ragtime Band) de Henry King
- 1938 : Trois Souris aveugles (Three Blind Mice) de William A. Seiter
- 1938 : Suez d'Allan Dwan
- 1938 : Les Deux Bagarreurs (Battle of Broadway) de George Marshall
- 1938 : Mon oncle d'Hollywood (Keep Smiling) de Herbert I. Leeds
- 1938 : Sharpshooters de James Tinling
- 1939 : Petite Princesse (The Little Princess) de Walter Lang
- 1943 : L'Étrangleur (Lady of burlesque) de William A. Wellman
- 1946 : L'Évadé de l'enfer (Angel on My Shoulder) d'Archie Mayo
- 1947 : L'Exilé (The Exile) de Max Ophüls
- 1947 : Deux Nigauds démobilisés (Buck Privates Come Home) de Charles Barton
- 1947 : Deux Nigauds et leur veuve (The Wistful Widow of Wagon Gap) de Charles Barton
- 1948 : Le Barrage de Burlington (River Lady) de George Sherman
- 1948 : Bandits de grands chemins (Black Bart) de George Sherman
- 1948 : Ma femme et ses enfants (Family Honeymoon) de Claude Binyon
- 1948 : Deux Nigauds toréadors (Mexican Hayride) de Charles Barton
- 1949 : Pour toi j'ai tué (Criss Cross) de Robert Siodmak
- 1949 : Bagdad, de Charles Lamont
- 1949 : La Belle Aventurière (The Gal Who Took the West) de Frederick de Cordova
- 1949 : Une balle dans le dos (Undertow) de William Castle
- 1949 : Le Mustang noir (Red Canyon) de George Sherman
- 1950 : Le Bistrot du péché (South Sea Sinner) de H. Bruce Humberstone
- 1950 : Harvey de Henry Koster
- 1950 : La Femme sans loi (Frenchie) de Louis King
- 1950 : Chasse aux espions (Spy Hunt) de George Sherman
- 1951 : Tomahawk de George Sherman
- 1951 : The Fat Man de William Castle
- 1951 : Deux Nigauds chez les barbus (Comin' Round the Mountain) de Charles Lamont
- 1951 : Le Château de la terreur (The Strange Door) de Joseph Pevney
- 1952 : Quand tu me souris (Meet Danny Wilson) de Joseph Pevney
- 1952 : Le Traître du Texas (Horizons West'') de Budd Boetticher
- 1952 : Passage interdit ou La révolte gronde (Untamed Frontier) de Hugo Fregonese
- 1952 : À l'abordage (Against All Flags) de George Sherman
- 1952 : Deux Nigauds en Alaska (Lost in Alaska) de Jean Yarbrough
- 1953 : La Belle Rousse du Wyoming (The Redhead from Wyoming) de Lee Sholem
- 1953 : Deux Nigauds contre le Dr Jekyll et Mr Hyde (Abbott and Costello Meet Dr. Jekyll and Mr. Hyde) de Charles Lamont
- 1954 : Les Rebelles (Border River) de George Sherman
- 1954 : L'Étrange Créature du lac noir (The Creature from the Black Lagoon) de Jack Arnold
- 1954 : Le Secret magnifique (Magnificent Obsession) de Douglas Sirk